# Philip W. McKinney
Philip Watkins McKinney, född 17 mars 1832 i Buckingham County, Virginia, död 1 mars 1899, var en amerikansk demokratisk politiker. Han var Virginias guvernör 1890–1894.
McKinney utexaminerades 1851 från Hampden-Sydney College och studerade sedan juridik. Därefter inledde han sin karriär som advokat i Buckingham County och gifte sig år 1854 med Anne Fleming Christian. Paret fick en son, Robert Christian McKinney. Hustrun avled år 1859 och McKinney gifte om sig 1884 med Anna Clay Lyle. Dottern Frankie Irving föddes år 1887.
McKinney efterträdde 1890 Fitzhugh Lee som guvernör och efterträddes 1894 av Charles Triplett O'Ferrall.